# Hajo Bücken
Hans-Joachim Bücken (* 1944 in Schwiebus; † 30. Dezember 2016 in Berlin) war ein deutscher Journalist, Spieleautor und Autor zahlreicher Bücher zum Thema Spiele. Zahlreiche seiner Spiele sind im Team mit Dirk Hanneforth erschienen.

## Leben
Bücken wuchs in Aachen auf und absolvierte nach Schulbesuch und Bundeswehrdienst ab 1965 ein Volontariat bei der dortigen Volkszeitung. Er erhielt eine Stelle als Journalist beim Herder Verlag in Freiburg und arbeitete dort 1968 sowohl als Redakteur der Zeitung Kontraste als auch als Sozialarbeiter im Haus der Jugend. 1973 holte er das Abitur auf dem 2. Bildungsweg nach und studierte auf Lehramt in Göttingen. Die Staatsprüfung als Hauptschullehrer für Deutsch, Kunst und Politik bestand er 1978. Es schloss sich eine Tätigkeit in der Werbebranche und eine Fortbildung zum Spielpädagogen an.
1981 gründete Bücken in Bremen die Arbeitsstelle Neues Spielen und begann seine Tätigkeit als Spieleerfinder. Neben mehreren Büchern zum Thema Spiel erlangte vor allem sein 1983 erstmals veröffentlichtes Kooperationsspiel Bärenspiel große Aufmerksamkeit und erschien auf der Auswahlliste zum Spiel des Jahres. Dieses Spiel erreichte 1992 eine verkaufte Auflage von über 100.000 Exemplaren. Zwei Mal erhielt er für seine Spiele die Essener Feder für die beste Spielanleitung des Jahres. Bücken gehört zu den zwölf Gründungsmitgliedern der Spieleautorenzunft und wurde im Gründungsjahr 1991 deren erster Vorsitzender. Sein 2003 erschienenes Spiel Schnelle Welle wurde für das Kinderspiel des Jahres 2004 nominiert.

## Spiele und Bücher

### Ludographie
- Entrüstet Euch, 1981, Neues Spielen
- Mimürfel (klein und groß), 1983, Neues Spielen
- Bärenspiel, 1983, Herder Verlag
- Palaver, 1984, Neues Spielen
- Schubs, 1984, Neues Spielen
- Quindo, 1984, Neues Spielen
- Diktator, 1984, Neues Spielen
- Luftikus, 1984, Neues Spielen
- Firlefanz, 1984, Neues Spielen
- Harlekin, 1984, Neues Spielen
- Glaub ich nicht, 1985, Neues Spielen
- Delfinito, 1986, Neues Spielen
- Kettenwetten, 1986, Neues Spielen
- Schäferspiel, 1986, Herder Verlag
- Laß mein Känguruh in Ruh, 1987, Vogel Verlag
- Cross Card, 1987, Neues Spielen
- Ausbrecher AG, 1988, Otto-Maier-Verlag Ravensburg
- Delfino, 1989, Franckh-Kosmos Verlag
- Stapellauf, 1989, Neues Spielen
- AXXA, 1989, Neues Spielen
- SYON, 1989, Neues Spielen
- Sahara, 1990 Hexagames
- Der Maulwurf hilft, 1991, Herder Verlag
- Der Maulwurf ist immer dabei, 1991, Herder Verlag
- Coco Crazy, 1992, Ravensburger Spieleverlag
- AXXA, 1992, Abakus
- Fermate Colombo, 1992, Mastro Geppetto
- Gelati, 1992, Haba
- Concerto Grosso, 1994, Heye Verlag
- Ich schenke dir, 1994, Selecta
- Den Letzten beißen die Hunde, 1994, Klee Spiele
- Triumvirat, 1994, Holzinsel
- Kulltour, 1994, Holzinsel
- Uagga Uagga, 1994, Piatnik
- Doktor K. jagt 006, 1995, Spielkartenfabrik Altenburg
- Kaskade, 1995, Holzinsel
- Hoplla, Elefant, 1995, Haba
- XXL, 1996 Abacusspiele
- Frühling, Sommer…, 1997, Haba
- Ratz-Fatz, 1997, Haba
- Dumm gelaufen!, 1998, F.X. Schmid
- Trödeln, 1998, Simba
- Mimikus, 1998, Neues Spielen
- Frosch – Die Fröhliche Poolparty, 1999, Amigo
- Ratzolino, 2000, Haba
- Concerto Grosso, 2000, Amigo
- Ding.Dang.Dong., 2000, AOL
- Dumm gelaufen, 2001, Ravensburger
- Hyano, 2001, Drei Magier
- Schnelle Welle, 2003, Ravensburger
- Rat mal, Robby, 2004, Ravensburger
- Ara, 2004, Haba
- Auf gehts nach Hause, 2004, Schmidt Spiele
- Hokus Pokus, 2004, Haba
- Elefantös, 2004, Haba
- Ratz-Fatz in die Schule, 2004, Haba
- Ratz Fatz ist Weihnachten, 2005, Haba
- Ich schenke dir, 2006, Kallmeyer
- Die Große Ratz-Fatz Spielewelt, 2007, Haba
- Ratz-Fatz auf den Bauernhof, 2007, Haba
- Ratz-Fatz auf die Baustelle, 2007, Haba
- Ratz-Fatz kommt die Feuerwehr, 2007, Haba
- Schlummerland, 2007, HUCH! & friends
- Ausgerechnet, 2008, Kallmeyer
- Das Dings, 2008, Kallmeyer
- Karawane, 2008, Haba
- Schnappschuss, 2008, Carlit
- Murmeli, 2009, Carlit
- Ratz-Fatz Zahlen, 2009, Haba
- Ratz-Fatz Buchstaben, 2009, Haba
- Ratz-Fatz in Bewegung, 2010 Haba
- Ratz-Fatz ist Geburtstag, 2010 Haba
- Ratz-Fatz Puzzle Berufe, 2010 Haba
- Ratz-Fatz Puzzle Haustiere, 2010 Haba
- Heiß auf Eis, 2010 Adlung
- Das Dings 2, 2011 Kallmeyer
- Kikeriemäh, 2011 Adlung
- Bärenspiel, 2011 Amigo
- Schlängeln, 2011 Amigo
- Ratz-Fatz Sinneswelt, 2012 Haba
- Ratz-Fatz Buchstaben Ting, 2012 Haba
- Ratz-Fatz Zahlen Ting, 2012 Haba
- Drehwürmchen, 2012 Noris
- Zählefant, 2012 Huch
- 4 x Ratz-Fatz Mau Mau, 2014 Haba
- Ratz-Fatz Bingo, 2015 Haba
- Seemannsgarn, 2016 Kallmeyer

### Bibliographie
- Die Stadt erleben, Burckhardthaus-Laetare Verlag Offenbach am Main, 1983
- Feste in der Kindergruppe, Burckhardthaus-Laetare Verlag, Offenbach am Main, 1986
- Sommerspiel, (Achim Schenk), Burckhardthaus-Laetare Verlag Offenbach am Main, 1992
- Traumwelten, Burckhardthaus-Laetare Verlag Offenbach am Main, 1993
- Bluff-Spiele, Hugendubel München, 1996
- Kinder feiern Feste, Ravensburger Buchverlag, 1996
- In den Kopf gespielt, Burckhardthaus-Laetare Verlag, Offenbach am Main, 1997
- Was schenke ich denn bloss?, mvg Verlag Landsberg am Lech, 1997
- Mit Hand und Fuss, Herder Verlag Freiburg im Breisgau, 1997
- Ding – dang – dong, AOL Verlag Lichtenau, 1998
- Feste feiern, (Achim Schenk), Burckhardthaus-Laetare Verlag, Offenbach am Main, 1998
- Gegen die Gewalt anspielen, Burckhardthaus-Laetare Verlag, Offenbach am Main, 1999
- KrimiRätsel-Spielbuch, Falken-Verlag Niedernhausen/Ts., 1999
- Würfelspiele, Falken-Verlag Niedernhausen/Ts., 2001
- Spiele für die ganze Familie, Urania Verlag Berlin, 2002
- Auch kleine Leute haben’s schwer, Burckhardthaus-Laetare Verlag, Offenbach am Main, 2002
- Die beliebtesten Knobelspiele, Urania Verlag Stuttgart, 2004
- Hochzeitsspiele, Südwest-Verlag, 2005
- Redensarten und ihre Bedeutung, Weltbild-Verlag Augsburg, 2006
- Der neue Spielespaß, Weltbild-Verlag Augsburg, 2007
- Ratz-Fatz Puzzlebuch ins Bett, 2010 Haba
- Ratz-Fatz Puzzlebuch aufs Land, 2010 Haba
- Ratz-Fatz Puzzlebuch durchs Jahr, 2011 Haba
- Ratz-Fatz Puzzlebuch im Einsatz, 2011 Haba
- Ratz-Fatz Adventskalender Ponyhof, 2011 Haba
- Ratz-Fatz Adventskalender Ritterburg, 2011 Haba

## Preise und Auszeichnungen
- 1983 Bärenspiel, Auswahlliste zum Spiel des Jahres
- 1987 Autorenpreis Göttinger Spatz
- 1988 Ausbrecher AG, Essener Feder
- 1992 Bärenspiel, „Bär am goldenen Band“ vom Verlag Herder für das 100.000 Bärenspiel
- 1992 Coco Crazy, Essener Feder
- 1996 Word-Whiz, Auswahlliste zum Spiel des Jahres
- 1998 Dumm gelaufen!, 10. Platz à la carte Kartenspielpreis
- 2004 Schnelle Welle, nominiert für das Kinderspiel des Jahres